# Medicina veterinaria
La medicina veterinaria è una branca delle scienze mediche che si occupa della salute e del benessere degli animali, del loro allevamento e dei prodotti che da essi derivano, alimentari e non alimentari.

## Storia

### Età antica
La cura e l'attenzione per gli animali da parte dell'uomo si pone in stretta relazione con l'allevamento e dell'addomesticamento degli animali che iniziarono nel Neolitico. La prima traccia storica della professione medico veterinaria la ritroviamo nel codice di Hammurabi (2250 a.C.) dove si descrivono per la prima volta i doveri dei medici e dei medici veterinari e i loro onorari. Importante la figura del sumero Urlugaledinna, a cui viene attribuito talvolta il titolo di padre dei veterinari.

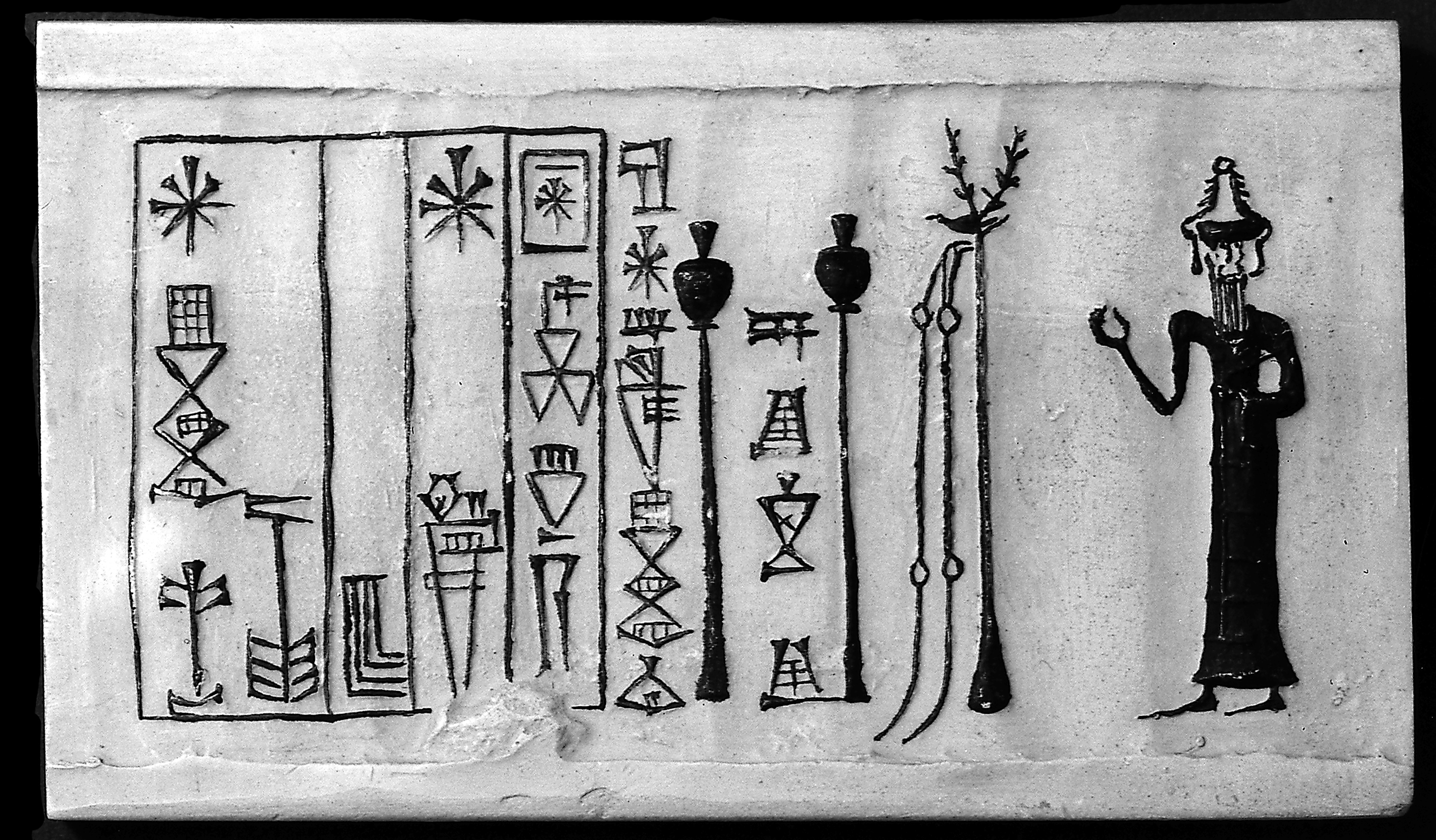
Sigillo cilindrico di Urlugaledinna.

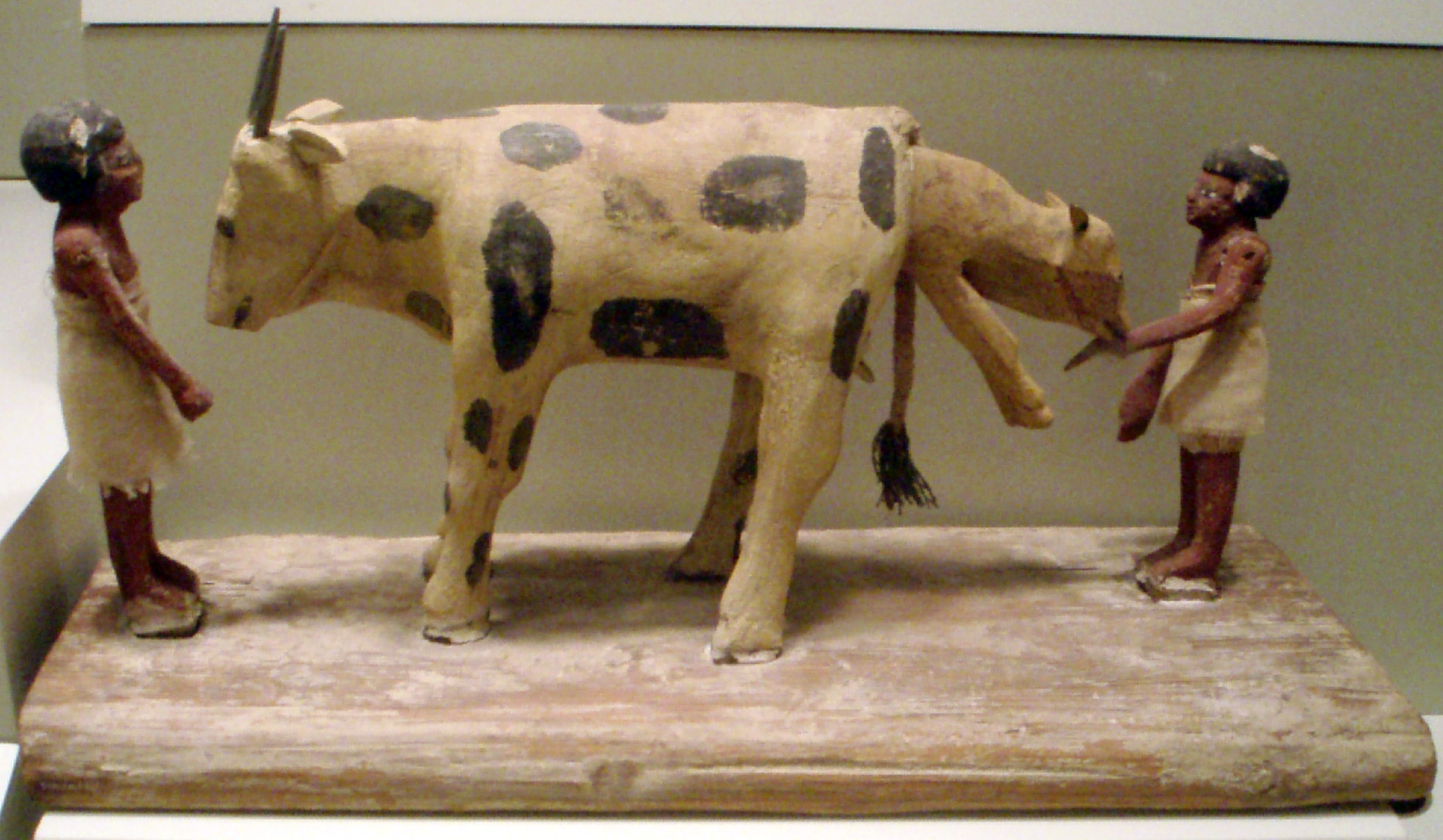
Assistenza al parto di una vacca - tomba egizia (2000 a.C. c.a)

Nel papiro ritrovato a Kahoun in Egitto (1900 a.C.), sono descritte alcune malattie degli animali e si ha notizia dei medici che curano gli animali che sono una casta con regole e statuti.In un altro papiro trovato a Ras Shamra si tratta delle malattie del cavallo. In India, nei testi Veda, (1800 a.C. - 1200 a.C.) sono descritte malattie dell'uomo e degli animali. Secondo i Veda la medicina ha avuto origine dall'osservazione degli uccelli e degli animali. E dunque, come afferma lo Smithcors (1957), la scienza medica è derivata dalla medicina veterinaria.
Nell'antica Grecia Ippocrate di Coo studiò alcune malattie degli animali per cui da molti è considerato il fondatore della medicina veterinaria. Senofonte (350 a.C.) c.a tratta di igiene, allevamento e malattie degli animali, nonché del cavallo e delle sue malattie nell'opera Sull'equitazione. Di particolare interesse le opere di ippiatria di vari autori greci (Apsirto, Eumelo, Hierocle, Teomnesto, ecc.).
Nel mondo romano celebri trattatisti di agricoltura e medicina veterinaria furono Marco Terenzio Varrone (116 a.C.-27 a.C.), Marco Porcio Catone Uticense, Rutilio Tauro Emiliano Palladio, Columella e Aulo Cornelio Celso che descrisse anche alcune malattie degli animali. Ed ancora tra i cultori della medicina veterinaria: Publio Virgilio Marone (I a.C.), che nelle Georgiche oltre che di agricoltura parla anche di veterinaria, descrivendo alcune malattie degli animali e dei rimedi.
Gargilio Marziale che tra il 220 e il 240 scrisse il De curis bovum; e ancora Marco Porcio Catone che nel suo De re rustica (234 a.C.) tratta di alcune malattie e terapie.
Pelagonio (IV secolo) scrisse Ars veterinaria, in parte basata sui testi di Columella, e a sua volta usata come fonte da Vegezio nei suoi famosi quattro libri tra cui spicca l'Artis Veterinariae sive digestorum mulomedicinae che raccoglie molti reperti dei medici veterinari bizantini.  Nel Mahavamsa o cronaca singalese ricorda che il re Dutha Gamani (161 a.C.) ordinava che vi fosse un medico veterinario ogni dieci villaggi.
In Cina sono stati descritte cure per gli animali con vari metodi compresa l'agopuntura tradizionale cinese durante la dinastia Shang (1600 a.C. c.a - 1046 a.C. c.a) e la dinastia Zhou (XII e il III a.C.)

### Medioevo

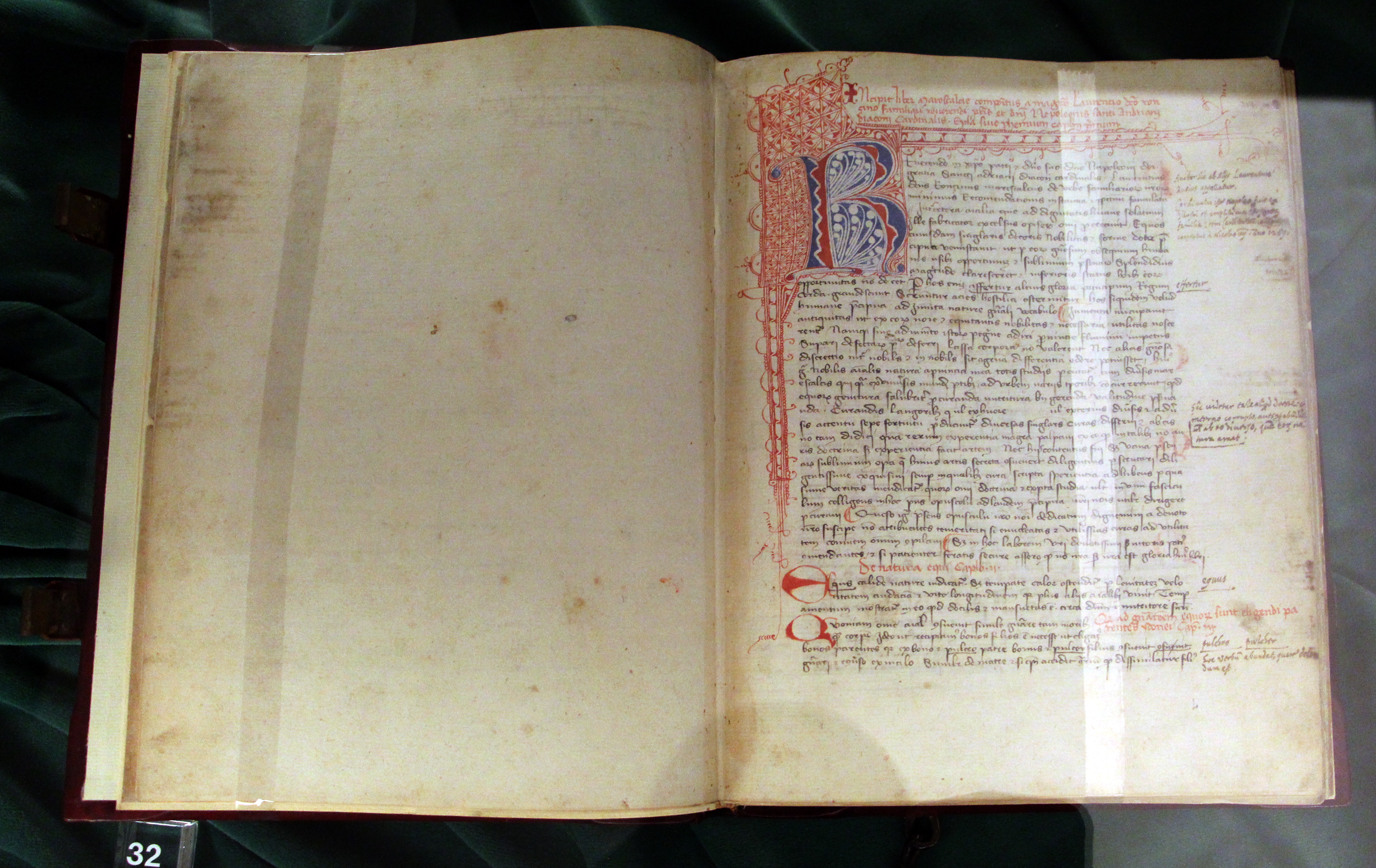
Lorenzo Rusio, Trattato di mascalcia, 1390 ca., Biblioteca Medicea Laurenziana pluteo 77.25

Nel Medioevo le opere di medicina veterinaria sono alquanto rare. Nell'Alto Medioevo per ordine di Costantino VII Porfirogenito  (905-952), molte nozioni sul trattamento degli animali derivate in gran parte dai medici veterinari dell'esercito greco, vennero incorporate nel trattato Hippiatrica.
Si segnalano varie opere sulla falconeria e sulle malattie dei volatili. I medici veterinari di fama del tempo sono: Teodorico vescovo di Cervia, Pietro de' Crescenzi (1233 - 1310), Maestro Mauro di Colonia (XIV secolo), Lorenzo Rusio (1288-1347) veterinario a Roma e Umberto di Cortenuova, conte e canonico di Bergamo
Di particolare importanza il trattato di ippiatria Medicina equorum (1250) di Giordano Ruffo marescalco di Federico II.

### Età Moderna

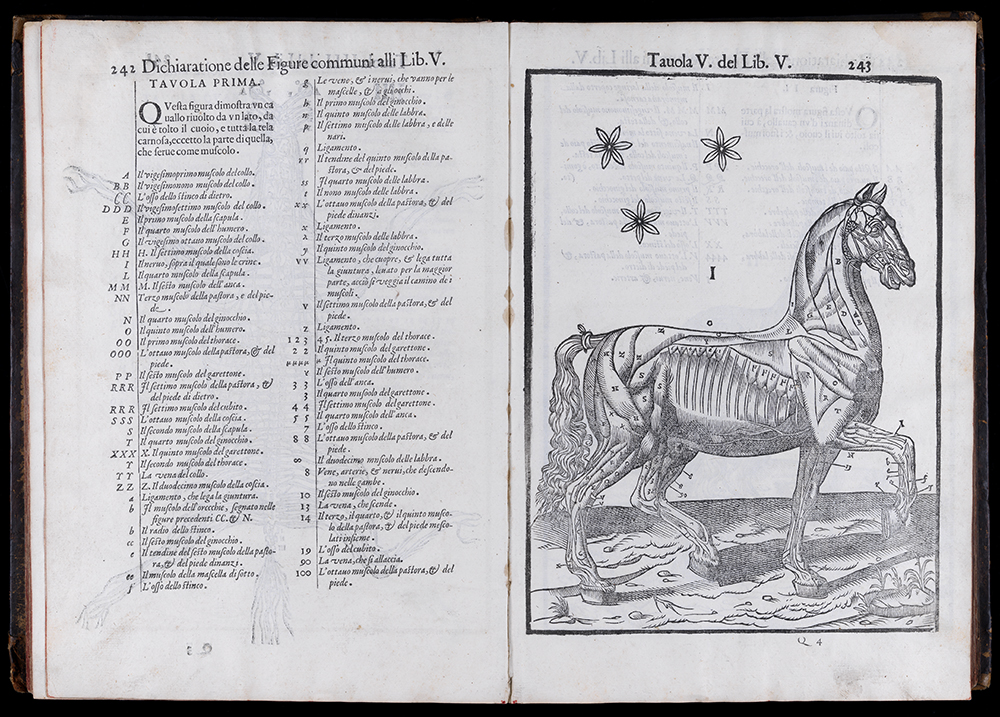
C. Ruini - Anatomia del Cavallo (1618)

In epoca rinascimentale gli studi di medicina veterinaria hanno un nuovo impulso. Nel XVI secolo vengono pubblicati numerosi trattati di medicina veterinaria, in particolare riguardanti le malattie del cavallo. Tra i maggiori studiosi e trattatisti di ippiatria si ricordano: Pietro Dini, Bartolomeo Spadafora di Messina, Maestro Marino e Bartolomeo Grisone entrambi di Bologna, Girolamo Biscanto XV secolo, Pietro Andrea, Maestro Faccio e Manuele Diaz di Napoli.
Ed ancora: Federico Grisone, Claudio Corte, Cesare Fiaschi e M. Filippo Scacco di Tagliacozzo, quest'ultimo scrisse il “Trattato di mascalcia” (1553) pregevole per le numerose illustrazioni che mostrano le caratteristiche di alcune malattie dei cavalli e dei modi di trattarle.
Tra gli studiosi di fama troviamo Agostino Colombre (fine XV secolo inizi XVI secolo) che è considerato il padre della medicina veterinaria moderna e l'anatomista conte Carlo Ruini (1530-1598) autore dell'opera Dell'anatomia e dell'infermità del cavallo, celebre trattato illustrato sulle malattie del cavallo.
Nel XVII secolo significative le opere dei francesi dedicate alla "marescialleria": Solleysel, de La Brue, Nicolas Beaugrand e dell'inglese Gervase Markham (1562-1637).

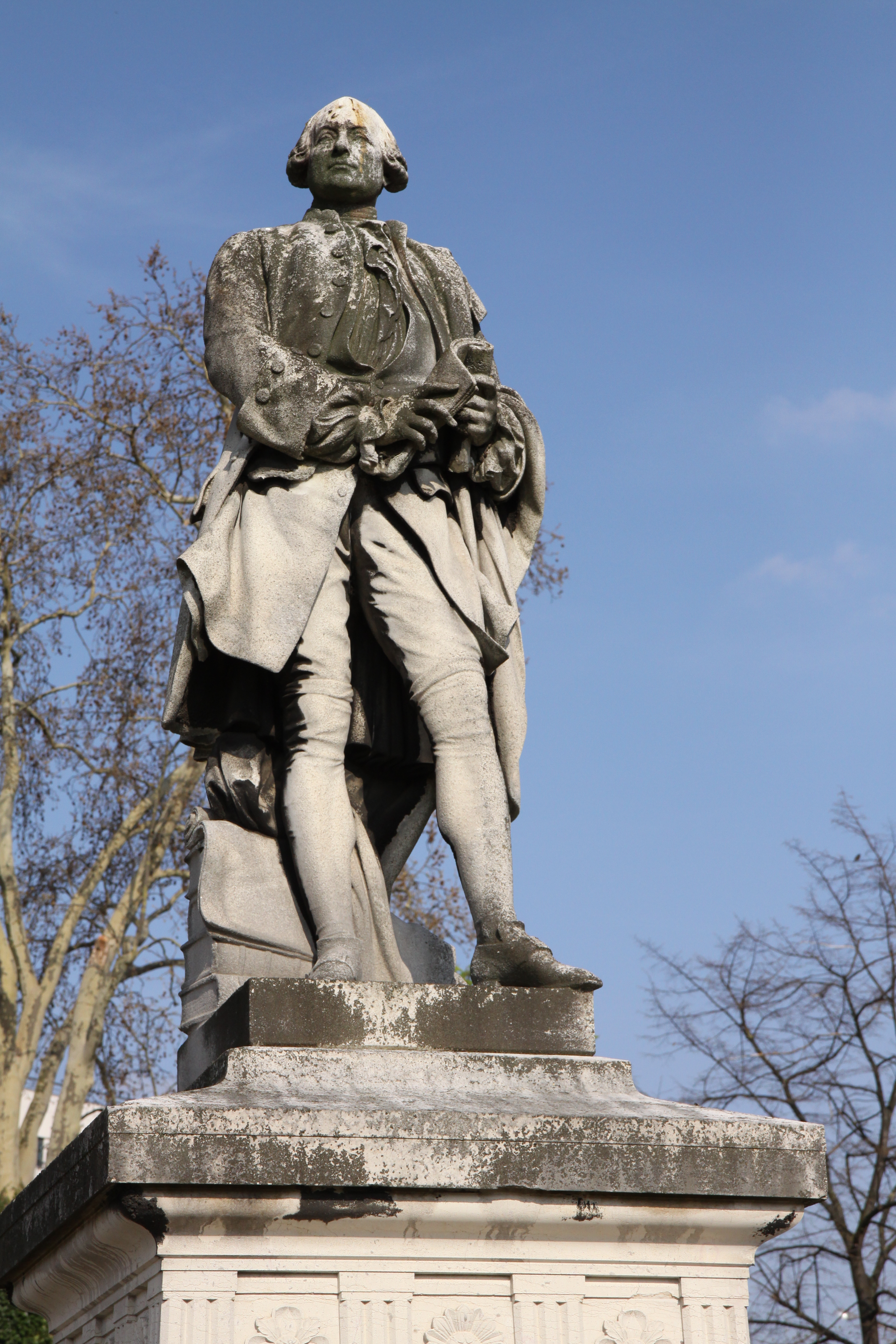
Statua di Claude Bourgelat a Maisons-Alfort (Francia)

Nel 1762, Claude Bourgelat (1712-1779) fonda la Scuola Veterinaria di Lione (Francia) creando la prima scuola di medicina veterinaria al mondo basata su un moderno sistema didattico. In questo periodo vengono pubblicati numerosi testi di veterinaria tra cui spicca l'opera di Philippe Étienne Lafosse (1738-1820). Importante anche l'opera Médecine Vétérinaire di Louis Vitet (1736-1809), medico francese, soprattutto per la parte sulla farmacologia veterinaria.
Nella seconda metà del XVIII secolo in Italia, come in altre parti d'Europa, vengono fondate Scuole di Veterinaria sul modello francese: Padova (1765), Torino (1769), Parma (1776), Bologna (1783), Ferrara (1786), Modena (1791), Milano (1791) e Napoli (1795).

### Età contemporanea
Nel XIX secolo due grandi scienziati, Edward Jenner (1749-1823) e da Louis Pasteur (1822-1825) aprono la strada della vaccinazione animale. Il progresso scientifico in campo medico e medico veterinario avanza rapidamente nel corso del secolo. Numerose le opere e gli studiosi tra i quali emergono Edoardo Perroncito (1847-1936) della Scuola Veterinaria dell'Università di Torino e Lorenzo Brusisco.
È solo verso la metà del XIX secolo che si incomincia a sviluppare l'ispezione degli alimenti, altra grande branca della medicina veterinaria. Sono infatti di quel periodo le scoperte dei cicli vitali di alcuni parassiti che sono veicolati all'uomo dalle carni animali (Tenia solium (1853), Tenia saginata (1861), Trichinella spiralis (1860)); l'accertamento del collegamento tra patologie tifosimili nell'uomo e il consumo di carni di animali morti o macellati d'urgenza, nonché la scoperta del bacillo della tubercolosi (1882) e la connessione con la tubercolosi nel bovino. Anche in Italia, quindi, viene istituzionalizzata la figura del medico veterinario pubblico per il controllo delle carni nei macelli e la vigilanza negli spacci pubblici di carni.
Nel secolo seguente il controllo di competenza medico veterinaria sarà poi progressivamente esteso a tutti gli altri alimenti di origine animale.
Con il XX secolo si compie il maggior progresso nelle scienze mediche compresa la medicina veterinaria. Nel periodo che va dal 1930 al 2000 la farmacologia veterinaria è la branca che maggiormente si sviluppa grazie alla scoperta di numerose molecole, tra cui spiccano sulfamidici e di alcuni chemioantibiotici, rivoluzionando i vecchi sistemi terapeutici, applicati, in molti casi, empiricamente; come pure vengono scoperti nuovi metodi di somministrazione di farmaci. Vengono inoltre messi a punto migliori sistemi per il contenimento per gli animali. Dagli anni '30, con la scoperta delle vitamine, l'alimentazione animale compie enormi passi avanti. La messa a punto di anestetici, tranquillanti e di sedativi migliora il benessere animale e rende la professione meno pericolosa.

## Nel mondo

### Italia
La medicina veterinaria in Italia si sviluppa per gran parte nel settore privato. La maggior parte dei medici veterinari lavora come libero professionista in studi, ambulatori, cliniche veterinarie, ospedali veterinari, presso allevamenti, aziende di trasformazione dei prodotti di origine animale o come medici veterinari "itineranti" ovvero senza avere una struttura ma spostandosi da una sede lavorativa ad un'altra (ad esempio molti medici veterinari buiatri ed ippiatri). Un'altra parte dei medici veterinari è invece impiegata nell'amministrazione statale a vari livelli, svolgendo funzione di tutela della salute pubblica, ricerca, insegnamento e divulgazione scientifica. Nel settore pubblico i medici veterinari sono inseriti nel Servizio sanitario nazionale che è suddiviso in diversi livelli ed enti e fa capo al Ministero della Salute. I Medici Veterinari operano assieme ai Medici Chirurghi nel Dipartimento di Igiene e Prevenzione del SSN, essendo anche parte integrante della cosiddetta One-health.  La telenarcosi è di esclusiva competenza del medico veterinario.
L'organizzazione, a livello centrale, prevede:
- Ministero della salute - Dipartimento della sanità pubblica veterinaria, della sicurezza alimentare e degli organi collegiali per la tutela della salute

Enti ed organi di livello centrale:
- CSS Consiglio superiore di sanità
- ISS Istituto superiore di sanità
- AGENAS Agenzia nazionale per i servizi sanitari regionali
- IZZSS Istituti zooprofilattici sperimentali
- AIFA Agenzia italiana del farmaco

A livello regionale:
- Regioni e Province autonome di Trento e Bolzano
  - Uffici veterinari regionali
- Aziende sanitarie locali
  - Dipartimento di prevenzione – Sanità pubblica veterinaria

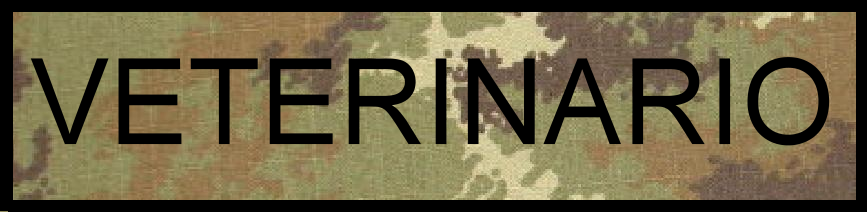
Targhetta da mimetica per Veterinario dell'Esercito

Nelle forze armate italiane il Corpo veterinario dell'Esercito, costituito nel 1861  riunisce dopo l'unità d'Italia tutti i medici veterinari militari dei diversi eserciti preunitari. Dal 1998 il personale medico veterinario dell'Esercito è inquadrato come Dipartimento di medicina veterinaria nel Corpo sanitario dell'Esercito Italiano.